# Subaru XT

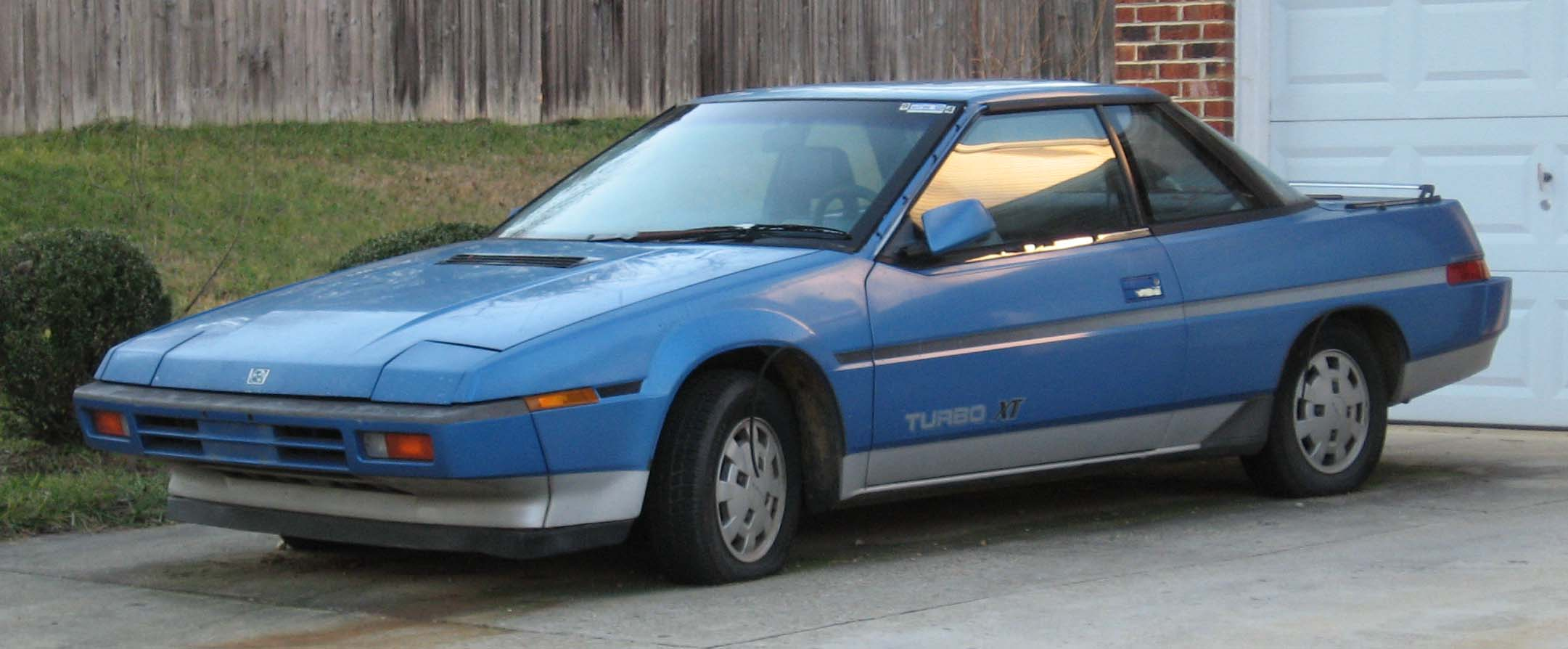
Subaru XT6

Subaru XT är en 2-dörrars sportcoupé från Subaru som tillverkades mellan 1985 och 1991. Den såldes även under namnen Alcyone och Vortex på vissa marknader. Bilen tillverkades med framhjuls- och fyrhjulsdrift i olika utföranden, och samtliga hade boxermotor.
Bilen kännetecknas av att den är extremt kilformad med en låg motorhuv. Den har också en futuristisk inredning.